# Idaea mustelata
Der Idaea mustelata ist ein Schmetterling (Nachtfalter) aus der Familie der Spanner (Geometridae). 

## Merkmale
Die Falter erreichen eine Flügelspannweite von 12 bis 16, selten bis 18 Millimetern. Die Vorderflügel sind relativ schlank. Die Grundfarbe variiert von weißlich bis weißlich braun. Auf dem Vorderflügel verläuft zwischen innerer und äußerer Querlinie vom Vorder- zum Hinterrand eine breite, braune bis graue Zone (entspricht etwa dem Mittelfeld) mit gewellter oder gezackter Begrenzung und teilweise stärkeren Auswölbungen zum Außenrand hin. Die distale und proximale Begrenzung der Zone verlaufen nicht oder nur teilweise parallel. Diese Zone wird zum Analrand hin schmaler und erreicht diesen meist nicht, sondern endet in einem zapfenähnlichen Fortsatz. Der Vorderrand ist zur Basis hin meist dunkelbraun verdunkelt, manchmal ist das gesamte innere Wurzelfeld und die vordere Hälfte des äußeren Wurzelfeldes dunkelbraun gefärbt. Diese dunkelbraune Zone fehlt auf den Hinterflügeln; sie ist nur durch graue Schatten angedeutet.
Die Wellenlinie wird auf Hinter- und Vorderflügel auf beiden Seiten der Linie von grauen Schatten flankiert. Auf den Vorderflügeln und teilweise auch auf den Hinterflügeln ist die äußere Begrenzung oft undeutlich. Bei manchen Exemplaren ist die Saumlinie durch schwarze Saumflecke markiert, die in Richtung der Saumlinie gelängt sein und eventuell durch graue Schatten verbunden sein können. Die schwarz gefärbten Diskalflecke sind immer deutlich ausgeprägt und meist in Richtung Vorder-/Analrand ausgelängt.
An den Hinterbeinen sind gewöhnlich keine Sporne entwickelt, jedoch wurden bei einzelnen Exemplaren derartige Sporne nachgewiesen.

## Ähnliche Arten
Idaea mustelata ist dem Südlichen Zwergspanner (Idaea rusticata (Denis & Schiffermüller, 1763)) sehr ähnlich. Trotzdem ist die Verwechslungsmöglichkeit gering, da sich die Verbreitungsgebiete ausschließen. Allerdings kommen sich die Verbreitungsgebiete in der französischen Region Languedoc-Roussillon sehr nahe. Nur hier ist eine Überlappung in den Verbreitungsgebieten der beiden Arten möglich. Beim Südlichen Zwergspanner (Idaea rusticata) erreicht das Mittelfeld in beträchtlicher Breite den Innenrand des Vorderflügels. Bei Idaea mustelata wird dagegen das dunkelbraune Mittelfeld zum Analrand des Vorderflügels sehr rasch schmaler und bildet kurz vor dem Rand einen Zapfen, endet also noch vor dem Analrand. Bei Idaea mustelata ist der Vorderflügel etwas schmaler.

## Geographische Verbreitung und Habitat
Idaea mustelata kommt nur auf der Iberischen Halbinsel vor, Ausnahmen bilden der nördlichste Teil von Portugal und die nordspanische Küstenzone. In Navarra wurde die Art 2006 nachgewiesen. Ihr Vorkommen erstreckt sich über Katalonien, die Ostpyrenäen bis in die französische Region Languedoc-Roussillon. In Nordafrika ist die Art in Marokko vor allem in den höheren Lagen weit verbreitet. Von dort erstreckt sich das Vorkommen bis nach Westalgerien.
Die Art ist xerothermophil, das heißt, sie ist auf trockenwarme Standorte beschränkt. Sie kommt gewöhnlich zwischen 1000 und 2000 Meter Höhe vor. Allerdings wird sie im Norden des Verbreitungsgebietes nicht selten bis Meereshöhe gefunden. In Marokko ist die Art dagegen in Höhen zwischen 1700 und 2200 Metern häufig, in tieferen Lagen ist sie dagegen seltener, auf Meereshöhe wird sie kaum angetroffen.

## Phänologie und Lebensweise
Idaea mustelata ist univoltin, das heißt, es wird nur eine Generation pro Jahr gebildet. Die Falter fliegen von Anfang Juli bis Anfang August. Lediglich im südlichen Teil des Verbreitungsgebietes ist sie in den tieferen Lagen bivoltin. Hier können die Falter von April bis Oktober angetroffen werden. Sie werden von künstlichen Lichtquellen angelockt. Über die Entwicklung der Präimaginalstadien ist bisher nichts bekannt.

## Systematik
Die Art wurde von Carl von Gumppenberg 1892 als Dosithea mustelata erstmals nomenklatorisch gültig beschrieben. Der Name wurde allerdings bereits von Jules Pierre Rambur 1866 verwendet, der ihn jedoch nicht in binominaler Form gebrauchte; er ist damit im Sinne der IRZN ungültig und die gültige Erstbeschreibung erfolgte erst 1892 durch Carl von Gumppenberg. Später wurde sie meist nur noch als Unterart des Südlichen Zwergspanners (Idaea rusticata) angesehen, bis Axel Hausmann 2004 die Eigenständigkeit dieser Art wieder herstellte.